# Catasetum villegasii
Catasetum villegasii là một loài thực vật có hoa trong họ Lan. Loài này được G.F.Carr mô tả khoa học đầu tiên năm 2008.